# Campeonato Ecuatoriano de Fútbol 1964
El Campeonato Ecuatoriano de Fútbol 1964, conocido oficialmente como «Campeonato Nacional de Fútbol 1964», fue la 6.ª edición del Campeonato nacional de fútbol profesional en Ecuador. El torneo fue organizado por la Federación Deportiva Nacional del Ecuador (luego Asociación Ecuatoriana de Fútbol, hoy Federación Ecuatoriana de Fútbol) y contó con la participación de los 4 mejores equipos ubicados del Campeonato Profesional Interandino (Quito) incluido los 2 mejores equipos ubicados del Campeonato Profesional de Manabí (Manta) y los 2 mejores equipos ubicados del Campeonato Profesional de Tungurahua (Ambato). 
Este torneo se caracterizó por la no participación de los equipos de la AsoGuayas debido a pugnas dirigenciales.
Deportivo Quito se coronó campeón por primera vez en su historia.

## Sistema de juego
Se enfrentaron bajo la modalidad de sistema de todos contra todos, a una sola vuelta, desde el 22 de noviembre de 1964. Este sistema implicó que América de Manta, Liga Deportiva Universitaria y Politécnico jugaran 4 equipos como locales, mientras los demás, únicamente 3 siempre teniendo en cuenta la gran cantidad de partidos entre equipos de Pichincha.

## Equipos participantes
El campeonato nacional de 1964 empezó mal. Los clubes de la Asociación de Fútbol del Guayas estuvieron en desacuerdo sobre cómo se manejaron los pases de los jugadores, que debían ser legalmente tramitados. Sobre todo en 3 casos específicos: los argentinos Rubén Ponce de León y Ovidio Chacón que actuaron en Patria y fueron inscritos por Juventud Italiana y Cléver Ordóñez, integrante de Estibadores Navales, solicitado por Deportivo Quito. 
Conforme avanzaron las discusiones, los pedidos de los equipos del Guayas aumentaron: exigieron que para jugar en Quito se les cancelara cierta cantidad por partido, para movilización y gastos. Algo imposible según la realidad económica de la época. Como sus demandas no progresaron, los equipos guayaquileños tomaron una resolución: no participar en el campeonato.
La ausencia de los equipos de la AsoGuayas provocó que se tenga que buscar rivales de otras provincias para completar los equipos participantes.
Registraron su intervención los 4 primeros del fútbol de Pichincha, los finalistas de Tungurahua y los finalistas de Manabí. 
En total fueron 2 equipos de la Costa y 6 equipos de la Sierra.
| Equipo            | Vía de clasificación                   |
| ----------------- | -------------------------------------- |
| Politécnico       | Campeón de la Copa Interandina 1964    |
| Liga de Quito     | Subcampeón de la Copa Interandina 1964 |
| El Nacional       | 3° Lugar de la Copa Interandina 1964   |
| Deportivo Quito   | 4° Puesto de la Copa Interandina 1964  |
| América de Manta  | Campeón de la Copa Manabí 1964         |
| Juventud Italiana | Subcampeón de la Copa Manabí 1964      |
| Macará            | Campeón de la Copa Tungurahua 1964     |
| América de Ambato | Subcampeón de la Copa Tungurahua 1964  |

## Equipos por ubicación geográfica
| Provincia  | N.º | Equipos                                                       |
| ---------- | --- | ------------------------------------------------------------- |
| Pichincha  | 4   | - Deportivo Quito - El Nacional - Liga de Quito - Politécnico |
| Manabí     | 2   | - América de Manta - Juventud Italiana                        |
| Tungurahua | 2   | - América de Ambato - Macará                                  |

| América de Manta Juventud Italiana Politécnico Liga de Quito El Nacional Deportivo Quito América de Ambato Macará |

## Primera etapa

### Partidos y resultados
| Local/Visita      | AMEA | AMEM | QUI | NAC | JIT | LDU | MAC | POL |
| ----------------- | ---- | ---- | --- | --- | --- | --- | --- | --- |
| América de Ambato |      | 1-2  |     | 1-2 | 1-2 | 3-3 |     |     |
| América de Manta  |      |      |     | 1-1 |     | 0-0 | 3-1 | 2-1 |
| Deportivo Quito   | 3-2  | 5-2  |     |     |     |     |     | 1-1 |
| El Nacional       |      |      | 0-2 |     | 4-1 | 1-0 |     |     |
| Juventud Italiana |      | 0-0  | 0-0 |     |     |     | 3-1 | 1-1 |
| Liga de Quito     |      |      | 1-0 |     | 3-2 |     | 2-1 |     |
| Macará            | 3-1  |      | 0-2 | 1-2 |     |     |     | 2-1 |
| Politécnico       | 3-1  |      |     | 1-1 |     | 0-1 |     |     |

### Tabla de posiciones
|  |  |    | Equipo            | PJ | PG | PE | PP | GF | GC | DG | PTS |
|  |  | -- | ----------------- | -- | -- | -- | -- | -- | -- | -- | --- |
|  |  | 1. | Deportivo Quito   | 7  | 4  | 2  | 1  | 13 | 6  | +7 | 10  |
|  |  | 2. | El Nacional       | 7  | 4  | 2  | 1  | 11 | 7  | +4 | 10  |
|  |  | 3. | Liga de Quito     | 7  | 4  | 2  | 1  | 10 | 7  | +3 | 10  |
|  |  | 4. | América de Manta  | 7  | 3  | 3  | 1  | 10 | 9  | +1 | 9   |
|  |  | 5. | Juventud Italiana | 7  | 2  | 3  | 2  | 9  | 10 | -1 | 7   |
|  |  | 6. | Politécnico       | 7  | 1  | 3  | 3  | 8  | 9  | -1 | 5   |
|  |  | 7. | Macará            | 7  | 2  | 0  | 5  | 9  | 14 | -5 | 4   |
|  |  | 8. | América de Ambato | 7  | 0  | 1  | 6  | 10 | 18 | -8 | 1   |

PJ = Partidos jugados; PG = Partidos ganados; PE = Partidos empatados; PP = Partidos perdidos; GF = Goles a favor; GC = Goles en contra; DG = Diferencia de gol; PTS = Puntos
|  | Clasificaron al Triangular final. |

#### Evolución de la clasificación
| Equipo / Fecha    | 01 | 02 | 03 | 04 | 05 | 06 | 07 |
| ----------------- | -- | -- | -- | -- | -- | -- | -- |
| Deportivo Quito   | 1  | 1  | 1  | 1  | 1  | 1  | 1  |
| El Nacional       | 2  | 2  | 2  | 2  | 2  | 2  | 2  |
| Liga de Quito     | 3  | 4  | 4  | 4  | 4  | 3  | 3  |
| América de Manta  | 4  | 3  | 3  | 3  | 5  | 5  | 4  |
| Juventud Italiana | 5  | 5  | 5  | 5  | 3  | 4  | 5  |
| Politécnico       | 6  | 6  | 7  | 7  | 7  | 6  | 6  |
| Macará            | 7  | 7  | 6  | 6  | 6  | 7  | 7  |
| América de Ambato | 8  | 8  | 8  | 8  | 8  | 8  | 8  |

## Triangular final

### Partidos y resultados
| Fecha               | Equipo              | Resultado | Equipo        |
| ------------------- | ------------------- | --------- | ------------- |
| 14 de enero de 1965 | Deportivo Quito     | 1-0       | Liga de Quito |
| 17 de enero de 1965 | Deportivo Quito (C) | 1-0       | El Nacional   |
| 20 de enero de 1965 | El Nacional         | 3-2       | Liga de Quito |

### Tabla de posiciones
|     |  |    | Equipo          | PJ | PG | PE | PP | GF | GC | DG | PTS |
| --- |  | -- | --------------- | -- | -- | -- | -- | -- | -- | -- | --- |
| (C) |  | 1. | Deportivo Quito | 2  | 2  | 0  | 0  | 0  | 2  | 0  | 4   |
|     |  | 2. | El Nacional     | 2  | 1  | 0  | 1  | 3  | 3  | 0  | 2   |
|     |  | 3. | Liga de Quito   | 2  | 0  | 0  | 2  | 2  | 4  | -2 | 0   |

PJ = Partidos jugados; PG = Partidos ganados; PE = Partidos empatados; PP = Partidos perdidos; GF = Goles a favor; GC = Goles en contra; DG = Diferencia de gol; PTS = Puntos
| (C) | Campeón y clasificó a la Copa Libertadores 1965. |

#### Evolución de la clasificación
| Equipo / Fecha  | 01 | 02 | 03 |
| --------------- | -- | -- | -- |
| Deportivo Quito | 1  | 1  | 1  |
| El Nacional     | 2  | 2  | 2  |
| Liga de Quito   | 3  | 3  | 3  |

### Campeón
|                                              |
|                                              |
| Campeón Sociedad Deportivo Quito 1.er título |

## Goleadores
| Jugador          | Equipo           | Goles |
| ---------------- | ---------------- | ----- |
| Jorge Valencia   | América de Manta | 8     |
| Francisco Ruales | El Nacional      | 7     |
| Kléver Ordóñez   | Deportivo Quito  | 5     |